# 1929–1930-as NHL-szezon
Az 1929–1930-as NHL-szezon a tizenharmadik NHL-szezon volt. Tíz csapat egyenként 44 mérkőzést játszott. A Stanley-kupáért a Montréal Canadiens 2:0-as győzelmi aránnyal nyerte meg a három mérkőzésből álló szériát a Boston Bruins ellen. Ez meglepetés volt, mivel a Canadiens számított a gyengébb félnek.

## Szabálymódosítások
A liga megszabta a jégpályák méreteit: 61 m × 26 m (200 láb × 85 láb). A már megépült Boston Gardent (58 m × 27 m, azaz 191 láb × 88 láb), és a majdnem-kész Chicago Stadiumot (57 m × 26 m, azaz 188 láb × 85 láb) kivételesen megengedték, hogy megtartsák a kisebb méreteket.
A gólok alacsony száma miatt megváltoztatták a lessel kapcsolatos szabályokat. Megengedték a korong előre passzolását mindenhol a jégen, nem csak a védekező és semleges zónákban, és a játékosok bemehettek a támadó harmadba a korong előtt. Az egyetlen lessel kapcsolatos szabály, amely érvényben maradt, az az egy zónából másikba való passzolási tilalom volt. A változásokkal sok visszaélés történt: játékosok leparkoltak az ellenfél kapuja előtt és ott várták a passzt. A szezon folyamán újra módosították a szabályt, ezután a korong előtt nem mehetett játékos a támadó zónába.

## Az alapszakasz
A Boston Bruinsban játszó Cooney Weiland, kihasználva az új szabályokat, lett a pontkirály; 73 pontjával megsemmisítette az addigi rekordot. A Bruins egy másik játékosa, Tiny Thompson kapus, is új ligarekordot állított: 38 győzelme öt vereséggel és egy döntetlennel 87,5%-os győzelmi arányt jelentett.
Conn Smythe két kiváló fiatal játékost hozott be, Busher Jacksont és Charlie Conachert. Joe Primeauval a három a „Kid Line” nevű híres trió lett. Conacher az első meccsén, az első jégre lépésén gólt lőtt.
1930. január 7-én Clint Benedict lett az első kapus aki az NHL-ben maszkot hordott. Öt mérkőzésen hordta, hogy megvédje a törött orrát. Majdnem harminc év telt el ezután, amig ismét maszkos kapus lépett a jégre egy NHL meccsen, amikor Jacques Plante 1959. november 1-jén kezdett maszkkal játszani.

## Tabella
Megjegyzés: a vastagon szedett csapatok bejutottak a rájátszásba
| Kanadai-divízió     | MSz | Gy | V  | D | P  | SzG | KG  |
| ------------------- | --- | -- | -- | - | -- | --- | --- |
| Montreal Maroons    | 44  | 23 | 16 | 5 | 51 | 141 | 114 |
| Montréal Canadiens  | 44  | 21 | 14 | 9 | 51 | 142 | 114 |
| Ottawa Senators     | 44  | 21 | 15 | 8 | 50 | 138 | 118 |
| Toronto Maple Leafs | 44  | 17 | 21 | 6 | 40 | 116 | 124 |
| New York Americans  | 44  | 14 | 25 | 5 | 33 | 113 | 161 |

| Amerikai-divízió    | MSz | Gy | V  | D  | P  | SzG | KG  | B |
| ------------------- | --- | -- | -- | -- | -- | --- | --- | - |
| Boston Bruins       | 44  | 38 | 5  | 1  | 77 | 179 | 98  |   |
| Chicago Black Hawks | 44  | 21 | 18 | 5  | 47 | 117 | 111 |   |
| New York Rangers    | 44  | 17 | 17 | 10 | 44 | 136 | 143 |   |
| Detroit Cougars     | 44  | 14 | 24 | 6  | 34 | 117 | 133 |   |
| Pittsburgh Pirates  | 44  | 5  | 36 | 3  | 13 | 102 | 185 |   |

## Kanadai táblázat
| Játékos        | Csapat             | MSz | G  | A  | P  | B   |
| -------------- | ------------------ | --- | -- | -- | -- | --- |
| Cooney Weiland | Boston Bruins      | 44  | 43 | 30 | 73 | 27  |
| Frank Boucher  | New York Rangers   | 42  | 26 | 36 | 62 | 16  |
| Dit Clapper    | Boston Bruins      | 44  | 41 | 20 | 61 | 48  |
| Bill Cook      | New York Rangers   | 44  | 29 | 30 | 59 | 56  |
| Hec Kilrea     | Ottawa Senators    | 44  | 36 | 22 | 58 | 23  |
| Nels Stewart   | Montreal Maroons   | 44  | 39 | 16 | 55 | 81  |
| Howie Morenz   | Montréal Canadiens | 44  | 40 | 10 | 50 | 72  |
| Norman Himes   | New York Americans | 44  | 22 | 28 | 50 | 15  |
| Joe Lamb       | Ottawa Senators    | 44  | 29 | 20 | 49 | 119 |
| Dutch Gainor   | Boston Bruins      | 43  | 18 | 31 | 49 | 39  |

## Stanley-kupa rájátszás
A divízió bajnokok közötti szériában a Boston Bruinsnak mind három meccsre szüksége volt, hogy a Montreal Maroonst 2:1-es győzelemaránnyal kiüsse. Így a Bruins jutott a Stanley-kupa döntőbe. A második helyezettek szériájában a Montréal Canadiens 3:2-es gólaránnyal verte meg a Chicago Black Hawkst, míg a harmadik helyezettek párharcában a New York Rangers 6:3-as gólaránnyal verte meg az Ottawa Senatorst. Ezután, az elődöntőben a Canadiens két egymásutáni győzelemmel kiütötte a Rangerst, evvel bekerülvén a döntőbe.

### Döntő
Az alapszakaszban a Canadiens kikapott a Bruinstól mind a három találkozásukon. Ezenfelül a Bruins egyszer sem veszített két meccset zsinórban, tehát nagy meglepetésnek számított a Canadiens két egymásutáni győzelme. Az első meccsen nagyon rosszul játszott a Bruins, annál jobban a másodikban, de nem volt elég, hogy az elszánt Canadiens legyőzze. Ez volt a Canadiens harmadik Stanley-kupa győzelme.
Boston Bruins vs. Montréal Canadiens
| Dátum       | Idegenben          | Eredmény | Otthon             | Eredmény | Megjegyzés |
| ----------- | ------------------ | -------- | ------------------ | -------- | ---------- |
| Március 28. | Montréal Canadiens | 3        | Boston Bruins      | 0        |            |
| Március 29. | Boston Bruins      | 3        | Montréal Canadiens | 4        |            |

A három mérkőzésből álló párharcot (két győzelemig tartó sorozatot) a Montréal nyerte 2:0-re, így ők lettek a Stanley-kupa bajnokok.

## NHL díjak
Nels Stewart másodszorra nyerte a Hart-emlékkupát, Frank Boucher egymásutánban harmadszorra a Lady Byng-emlékkupát. Ez volt az első alkalom, hogy nem George Hainsworth nyerte a Vézina-trófeát.
- O'Brien-trófea (Kanadai-divízió bajnoka) — Montreal Maroons
- Prince of Wales-trófea (Amerikai-divízió bajnoka) — Boston Bruins
- Hart-emlékkupa (legértékesebb játékos) - Nels Stewart, Montreal Maroons
- Lady Byng-emlékkupa (legsportszerűbb játékos) - Frank Boucher, New York Rangers
- Vezina-trófea (legjobb kapus) - Tiny Thompson, Boston Bruins

## Debütálók
Itt a fontosabb debütálók szerepelnek, első csapatukkal. A csillaggal jelöltek a rájátszásban debütáltak.
- Tom Cook, Chicago Black Hawks
- Ebbie Goodfellow, Detroit Cougars
- Syd Howe, Ottawa Senators
- Busher Jackson, Toronto Maple Leafs
- Charlie Conacher, Toronto Maple Leafs

## Visszavonulók
Itt a fontosabb olyan játékosok szerepelnek, akik utolsó NHL-meccsüket ebben a szezonban játszották.
- Mickey MacKay, Boston Bruins
- Jimmy Herbert, Detroit Cougars
- Clint Benedict, Montreal Maroons
- Frank Nighbor, Toronto Maple Leafs